# 沙岗张氏大宗祠
沙岗张氏大宗祠是位于中国广东省佛山市禅城区石湾沙岗的清代古建筑，1998年4月30日公布为佛山市文物保护单位，登录名为张氏大宗祠。2006年10月25日重新公布时更改登录名为沙岗张氏大宗祠。祠堂始建于清同治四年(1865年)秋，2015年由村民出资210万元重修，当年冬季竣工。

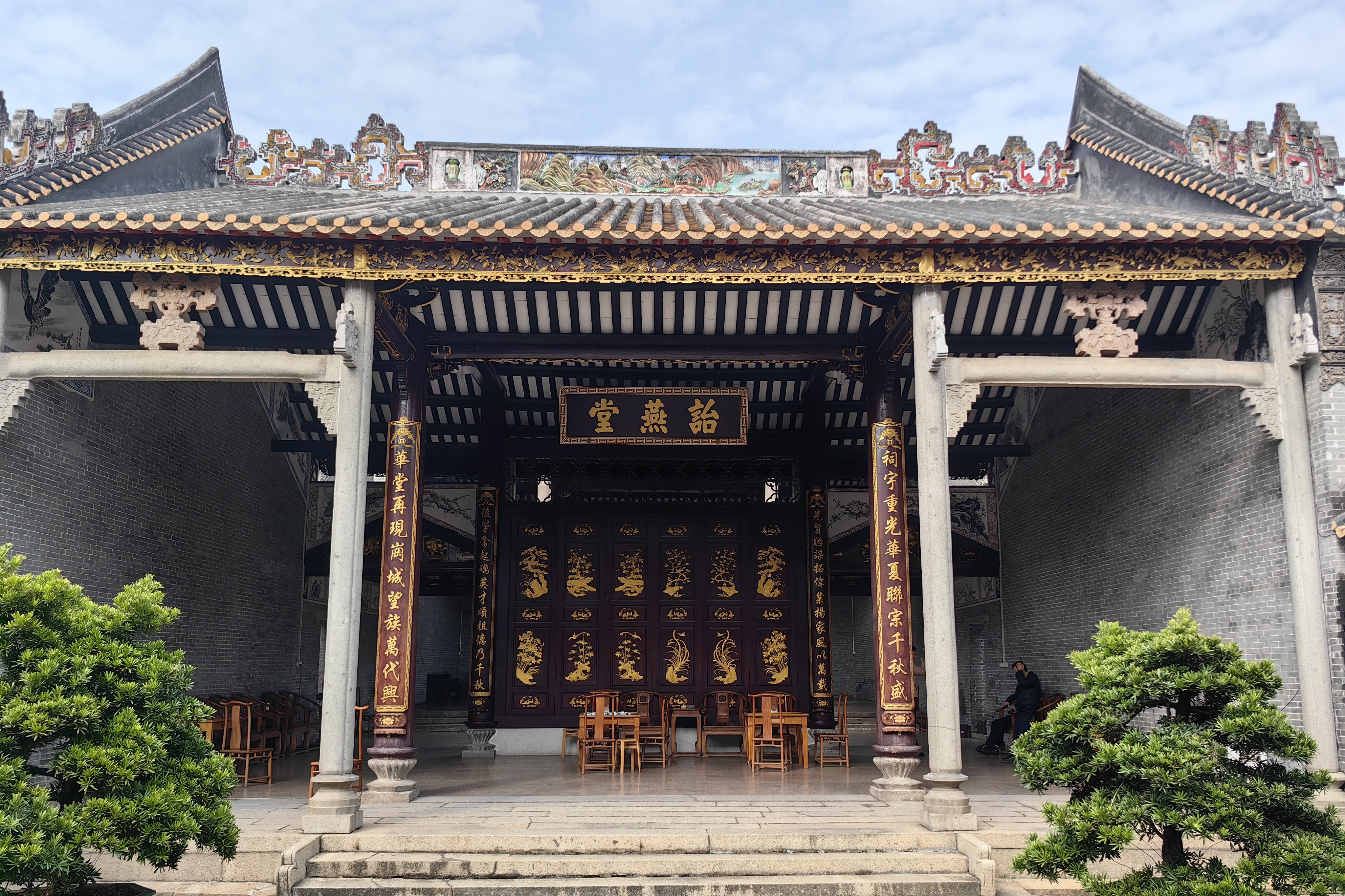
第二进

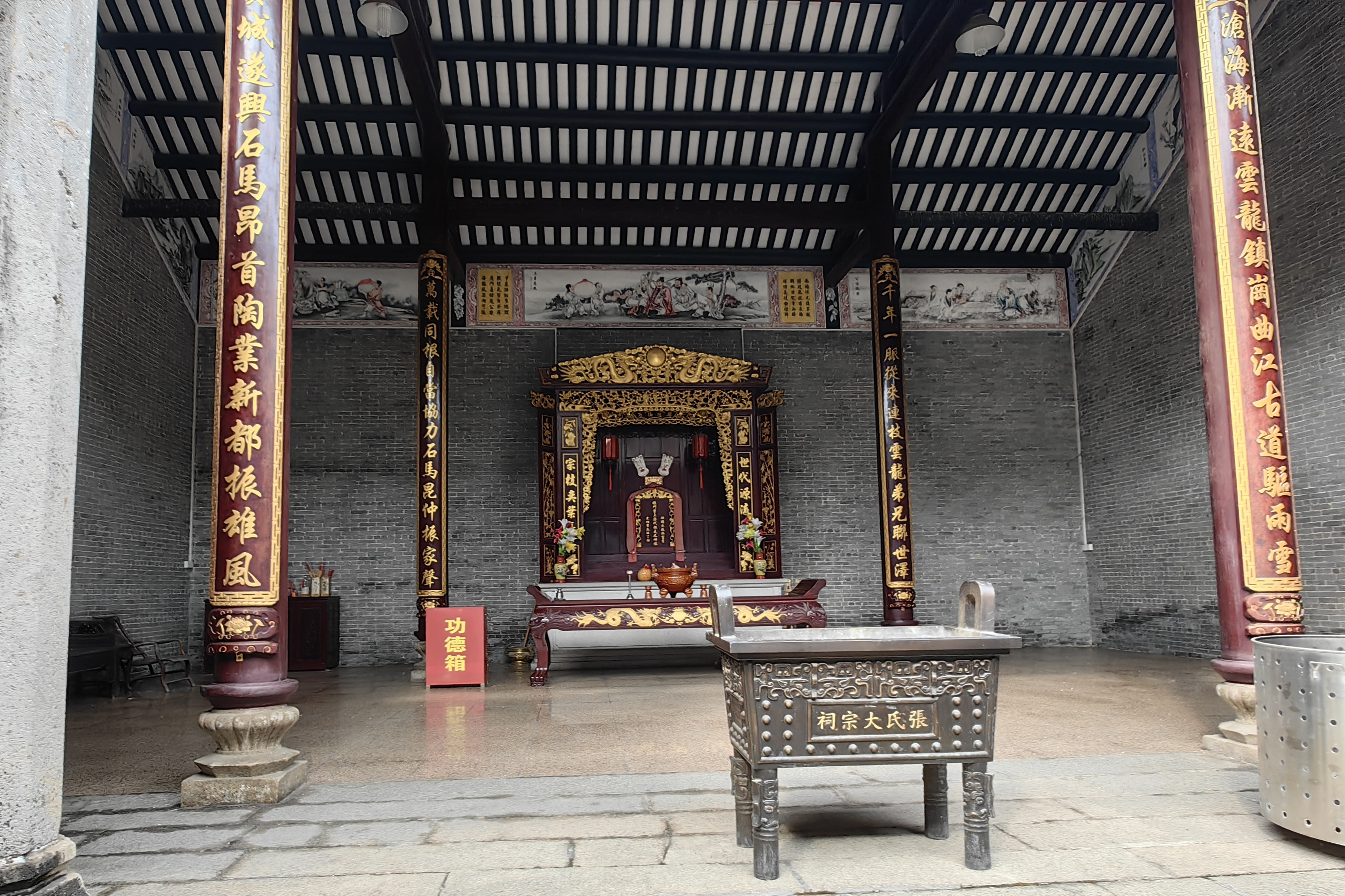
第三进

张氏大宗祠为传统岭南风格，南北朝向。面阔26.5米，进深42.9米，占地约1130平方米。左中右三路沿中轴对称。东西路分别为“书草东堂”、“正蒙西塾”。硬山顶、人字山墙、抬梁式砖木结构。中路第二进悬挂“怡燕堂”牌匾，第三进内有张氏祖先牌位。